# أرابيكا
شركة أرابيكا متخصصة في الإنتاج الإعلامي للفيديو والكاسيت والحفلات إضافة إلى الإعلام المرئي والمقروء تأسست عام 2008 مقرها في العاصمة المصرية القاهرة، تابعة لمجموعة أرابيكا القابضة التي تعنى بالسينما الموسيقى والرياضة.

## الفنانون الذين تعاملت معهم
- لبنان:وائل جسار ،نانسي عجرم [2]،فضل شاكر، رامي عياش ،وليد توفيق ،هدى حداد ، ربيع مهدي، رضا [3]، جمال ياسين ،حنان و جورج الراسي ، مادلين مطر
- مصر:هاني شاكر ،محمد منير، مدحت صالح ، علي الحجار ، بلاك تيما ،سعدي ،احمد مكي ماهر عبيد و هبة مختار
- المغرب: سميرة سعيد، رجاء قصابني، هدى سعد[4]
- السعودية: ابراهيم الحكمي، عباس ابراهيم و اسماعيل مبارك
- ليبيا: ايمن الاعتر

## إنتاجاتها في السينما والتلفزيون
- 365 يوم سعادة

منتج
فيلم 2011
- الشوق

منتج
فيلم 2011
- الثلاثة يشتغلونها

منتج
فيلم 2010
- كذلك في الزمالك

منتج
فيلم 2002
- بطل من الجنوب (عزيز عيني)

منتج
فيلم 2000
- الفجر

منتج
فيلم 2000
- زمن الأوغاد

منتج
مسلسل 2003

## وصلات خارجية
- الموقع الرسمي
- أرابيكا على موقع Google Play (الإنجليزية)